# Arto Lindsay
Arto Lindsay (Richmond, 28 de maig de 1953) és un guitarrista, cantant i productor de discos estatunidenc.

## Biografia
Tot i que va néixer als Estats Units, Lindsay va viure la major part de la seva infància i joventut a Brasil amb els seus pares, missioners presbiterians.
Musicalment ha estat influenciat pel tropicalisme de Caetano Veloso i Gilberto Gil, així com pel jazz lliure i la música nord-americana experimental.
En tornar als Estats Units a mitjans dels anys setanta va ser un dels principals exponents de la no wave amb ADN, el seu primer grup, integrat per Robin Lee Crutchfield als teclats i Ikue Mori a la bateria. La banda, amb sons cacofònics i molt experimentals, va aparèixer el 1978 al recopilatori No New York, produït per Brian Eno. Posteriorment, amb John Lurie, Evan Lurie, Steve Little i Tony Fier, va donar a llum als Lounge Lizards, grup seminal per al desenvolupament de l'anomenat jazz punk.
Conegut per la seva suau veu i el seu estil de guitarra sorollosa i atonal, Lindsay ha fet enregistraments i col·laboracions amb alguns dels músics més importants de la Nova York d'avantguarda, entre ells Brian Eno, Bill Frisell, Laurie Anderson, David Byrne i John Zorn.
Als anys noranta va recuperar la seva passió per la bossa nova, col·laborant amb molts músics brasilers i produint, entre d'altres, el disc de més èxit de Marisa Monte.

## Discografia

### Com a líder o co-lider
- Pretty Ugly amb Peter Scherer (1990)
- Aggregates 1–26 (Knitting Factory, 1995)
- Mundo Civilizado (Bar None, 1996)
- O Corpo Sutil (The Subtle Body) (Bar None, 1996)
- Noon Chill (Bar None, 1998)
- Prize (Righteous Babe, 1999)
- Ecomixes (Avex Trax, 2000)
- Invoke (Righteous Babe, 2002)
- Salt (Righteous Babe, 2004)
- Scarcity amb Paal Nilssen-Love (2014)
- Cuidado Madame (Northern Spy, 2017)

amb Ambitious Lovers
- Envy (Editions EG/Virgin, 1984)
- Greed (Virgin, 1988)
- Lust (Elektra, 1991)

amb DNA
- A Taste of DNA (1981)
- John Gavanti: An Operetta (1981)
- DNA (Last Live at CBGB's) (1995)

amb The Golden Palominos
- The Golden Palominos (Celluloid, 1983)
- Visions of Excess (Celluloid, 1985)

amb The Lounge Lizards
- The Lounge Lizards (Editions EG, 1981)

### Com a convidat
amb Kip Hanrahan
- 1982 Coup de Tête
- 1982 Desire Develops an Edge
- 1985 Vertical's Currency

amb Ryuichi Sakamoto
- 1985 Esperanto
- 1986 Ballet Mécanique
- 1990 Beauty
- 1991 Heartbeat
- 1994 Soundbytes
- 1997 Smoochy

amb John Zorn
- 1983 Locus Solus
- 1985 The Big Gundown
- 1991 Cobra

amb altres
- 1989 Rei Momo, David Byrne
- 1988 Before We Were Born, Bill Frisell
- 1989 Strange Angels, Laurie Anderson
- 1990 Rootless Cosmopolitans, Marc Ribot
- 1991 Circuladô, Caetano Veloso
- 1993 Nome, Arnaldo Antunes
- 1994 David Byrne, David Byrne
- 1995 Very Neon Pet, Peter Scherer
- 1997 Urlicht / Primal Light, Uri Caine
- 1997 Sol Na Cara, Vinicius Cantuária
- 1999 Tucuma, Vinicius Cantuária
- 2003 Irresistible Impulse, James Chance
- 2008 Maré, Adriana Calcanhotto
- 2010 Love of Life Orchestra, Peter Gordon
- 2013 Your Turn, Marc Ribot